# AEGON Classic 2017
L'AEGON Classic 2017 è stato un torneo di tennis giocato sull'erba. È stata la 36ª edizione dell'evento, che ha fatto parte della categoria Premier nell'ambito del WTA Tour 2017. Si è giocato all'Edgbaston Priory Club di Birmingham in Inghilterra dal 19 al 25 giugno 2017.

## Partecipanti

### Teste di serie
| Nazionalità | Giocatrice          | Ranking* | Testa di serie |
| ----------- | ------------------- | -------- | -------------- |
| Germania    | Angelique Kerber    | 1        | 1              |
| Ucraina     | Elina Svitolina     | 5        | 2              |
| Slovacchia  | Dominika Cibulková  | 6        | 3              |
| Regno Unito | Johanna Konta       | 8        | 4              |
| Francia     | Kristina Mladenovic | 13       | 5              |
| Spagna      | Garbiñe Muguruza    | 15       | 6              |
| Rep. Ceca   | Petra Kvitová       | 17       | 7              |
| Rep. Ceca   | Barbora Strýcová    | 20       | 8              |
| Australia   | Daria Gavrilova     | 24       | 9              |

* Ranking al 12 giugno 2017.

### Altre partecipanti
Le seguenti giocatrici hanno ricevuto una wild card per il tabellone principale:
- Naomi Broady
- Petra Kvitová
- Heather Watson

Le seguenti giocatrici sono passate dalle qualificazioni:

- Camila Giorgi
- Hsieh Su-wei
- Elizaveta Kulichkova
- Markéta Vondroušová

La seguente giocatrice è entrata in tabellone come lucky loser:
- Tereza Smitková

### Ritiri
Prima del torneo
- Simona Halep → sostituita da  Natalia Vikhlyantseva
- Daria Kasatkina → sostituita da  Christina McHale
- Angelique Kerber → sostituita da  Tereza Smitková
- Madison Keys → sostituita da  Alizé Cornet
- Mirjana Lučić-Baroni → sostituita da  Donna Vekić
- Jeļena Ostapenko → sostituita da  Magda Linette
- Karolína Plíšková → sostituita da  Naomi Ōsaka
- Mónica Puig → sostituita da  Duan Yingying
- Agnieszka Radwańska → sostituita da  Nao Hibino
- Elena Vesnina → sostituita da  Ashleigh Barty

Durante il torneo
- Camila Giorgi
- Lucie Šafářová
- Coco Vandeweghe

## Campionesse

### Singolare
Petra Kvitová ha sconfitto in finale  Ashleigh Barty con il punteggio di 4–6, 6–3, 6–2.
- È il ventesimo titolo in carriera per Kvitová, primo della stagione.

### Doppio
Ashleigh Barty /  Casey Dellacqua hanno sconfitto in finale  Chan Hao-ching /  Zhang Shuai con il punteggio di 6–1, 2–6, [10–8].